# Галгасское озеро
Галгасское озеро или № 6 (укр. Галгаське озеро, крымскотат. Glagas gölü, Галгас голю) — солёное озеро в Крыму, расположено на западе Сакского района. Площадь — 0,16 км². Тип общей минерализации — солёное. Происхождение — лиманное. Группа гидрологического режима — бессточное.

## География
Входит в Евпаторийскую группу озёр. Площадь водосборного бассейна — 11 км². Длина — 420 м. Ширина средняя — 130 м, наибольшая — 300 м. Глубина наибольшая — 0,55 м. Ближайший населённый пункт — село Молочное, расположенное севернее озера.
Галгасское озеро отделено от Чёрного моря перешейком по которому проходит дорога без твёрдого покрытия. Озёрная котловина водоёма неправильной удлинённой формы, вытянутая с северо-запада на юго-восток и сужается к юго-востоку. Берега пологие. Реки не впадают. Восточнее озера расположена ферма, севернее проходит территориальная дорога сообщения Молочное — Витино.
На дне залегает толща донных отложений: илистые чёрные в верхнем слое, затем серые и стально-серые, иногда с голубоватым оттенком. Высшая водная растительность развивается успешно лишь в опреснённых верховьях озёр и у выходов маломинирализованных подземных вод. Озеро зарастает водной растительностью преимущественно на опреснённых участках — в лагунах у пересыпей, в устьях впадающих балок, в зоне выходов подземных вод. Тут интенсивно развиваются различные водоросли, вплоть до цветения воды. В некоторые годы водоросли придают летом озёрной рапе красноватый или зеленоватый оттенок.
Среднегодовое количество осадков — около 400 мм. Питание: смешанное — поверхностные и подземные воды Причерноморского артезианского бассейна, морские фильтрационные воды.

## Хозяйственное значения
Грязи (иловые сульфидные приморского типа) озера отнесены к категории лечебных и по этому озеро является местом рекреации. Является одним из 14 грязевых месторождений Крыма, имеющих утверждённые Советом Министров УССР зоны санитарной охраны.